# Ruche verrière
La Ruche verrière est un ensemble de bâtiments situé à Lodelinsart (Charleroi-Belgique) comportant des salles de réunions, un café et une salle des fêtes fondés à la fin du XIXe siècle par la « Nouvelle union verrière », syndicat d'ouvriers verriers.

## Histoire
Lodelinsart est, avec Jumet, un des plus grands centres de l'industrie verrière locale. En 1880, 50 verreries sont situées sur le territoire de la commune.
Le 1er avril 1882, des ouvriers verriers de la région de Charleroi créent une société de résistance appelée « L'Union verrière » sous la présidence d'Oscar Falleur et ayant comme secrétaire Albert Delwarte. Après l'insurrection de 1886, Oscar Falleur et d'autres sont condamnés pour le pillage et l'incendie de la verrerie et du château d'Eugène Baudoux lors d'un procès qui démontre pourtant qu'il n'y a pas participé. Privée de son meilleur chef, l'Union verrière se désagrège et disparaît en quelques mois.
Après 1886, la relance des exportations du verre à vitres calme les revendications des souffleurs. Par contre, les autres ouvriers de verreries s'estiment encore injustement traités. Plusieurs syndicats corporatistes se créent qui révèlent les clivages qui existent entre les différents groupes d'ouvriers, chacun défendant des intérêts souvent antagonistes. Clivages dont profitent le patronat pour répercuter sur les salaires des ouvriers moins spécialisés les effets des crises périodiques.

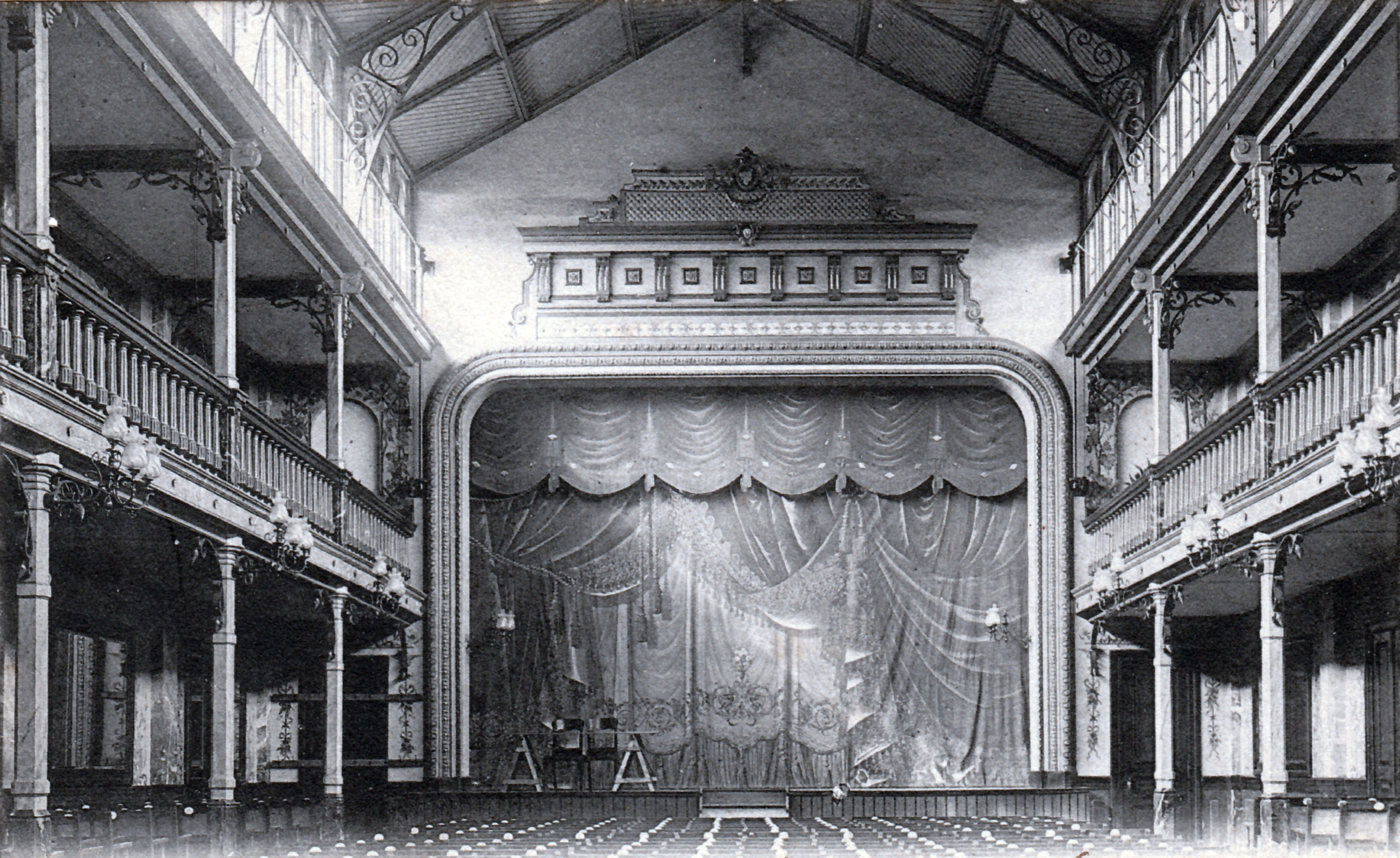
Le salon de la Ruche verrière construit en 1897.

En octobre 1894, Edmond Gilles crée la « Nouvelle union verrière », syndicat des ouvriers du verre chaud (souffleur, cueilleur, étendeur, gazier).
Le 7 octobre 1897 la « Nouvelle union verrière » crée une société coopérative, la « Ruche verrière », qui achète un bâtiment situé sur la place de Lodelinsart pour abriter les réunions de l'union. Sur le terrain situé à l'arrière du bâtiment, l'architecte Lefèvre-Bougé construit en 1897 une salle des fêtes. Elle sera détruite dans un incendie la nuit du 11 au 12 juin 1909 pour être reconstruite la même année. Le bâtiment situé sur la place est quant à lui reconstruit en 1926, ainsi que l'atteste le millésime en façade.
Bien qu'il possède la même fonction qu'une maison du peuple, les habitants de Lodelinsart donnent le nom de « Salon de l'Union » ou « Ruche verrière » à l'ensemble.
Les bâtiments ont été rachetés par la ville de Charleroi. Ils conservent leurs affectations d'origines. La salle des fêtes accueille, le samedi qui suit le Mardi gras, depuis la fin du XIXe siècle les bals traditionnels organisés par les Climbias, club folklorique et philanthropique.

## Architecture
Le bâtiment à front de rue est en pierre et brique cimentée. La façade est à deux niveaux de trois travées. La travée centrale, muni au premier étage d'un balcon en pierre, déborde dans la toiture à la Mansart. Elle est surmontée d'un couronnement en pierre sur lequel figure le nom de la « Nouvelle Union verrière » et une pierre millésimée. Au sommet, un motif évoquant une ruche.
Le rez-de-chaussée s'ouvre sur trois larges baies à arc en anse de panier. L'entrée est en léger retrait. Le seuil est orné d'une mosaïque qui forme les lettres « UV »,. Elle donne accès au café dont les parois sont ornées de deux grandes peintures signées par Roquet en 1927. Sous les peintures sont placés des lambris ornés de miroirs. Un lanterneau doté d'une verrière colorée éclaire l'arrière du café. Un long couloir mène à la salle des fêtes.
La salle des fêtes se présente sous la forme d'un large vaisseau bordé de bas-côtés surmontés par des galeries et un balcon. Le vaisseau est couvert par une voûte en berceau plein cintre. La scène s'ouvre sur un arc surbaissé, encadré par deux pilastres. Les écoinçons sont garnis de putti. Au-dessus de la scène, un entablement mouluré supporte des bas-reliefs en stuc doré qui représentent un soleil rayonnant et deux divinités allongées.
Les murs, scandés par des pilastres, sont garnis de lambris dans le bas et de grands miroirs dans la partie supérieure. La galerie est soutenue par dix piliers en fonte peintes en vert dont les chapiteaux s'évasent en fleurs stylisées en fer forgé,. Les garde-corps, de forme légèrement bombée, présentent un décor de stucs où les putti maintiennent des urnes sur fond de guirlandes.

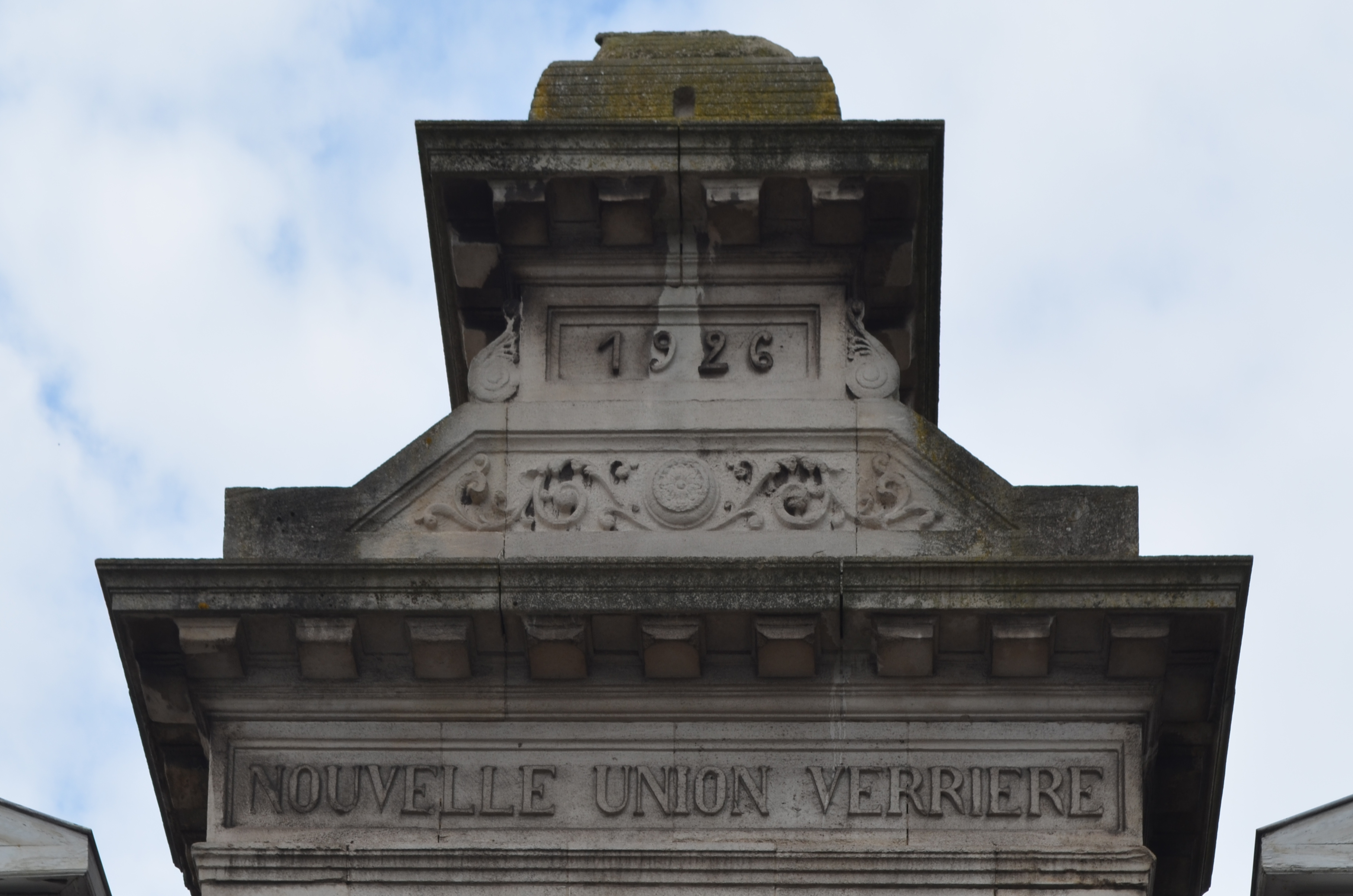
Fronton avec date et inscription
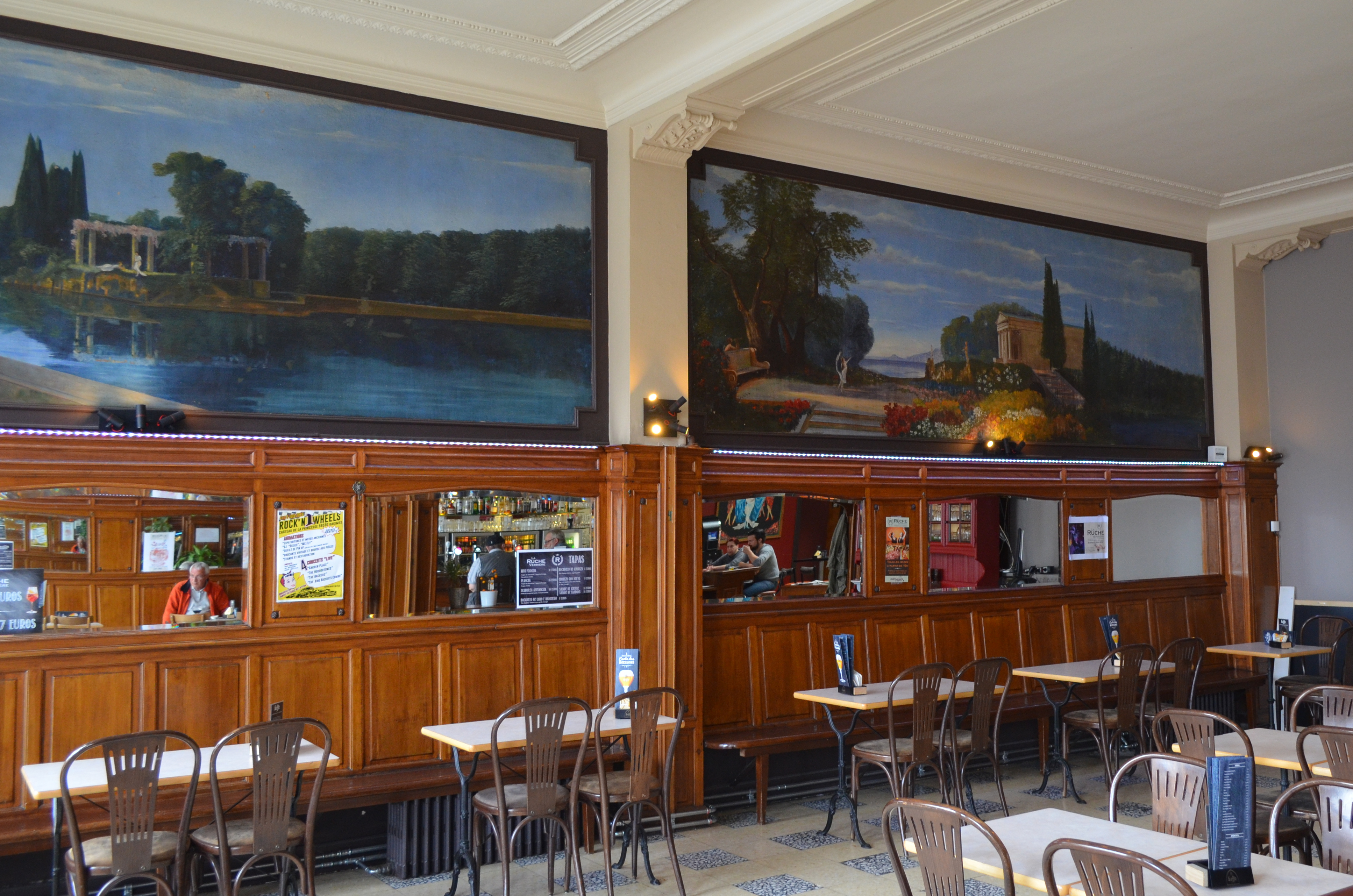
Café
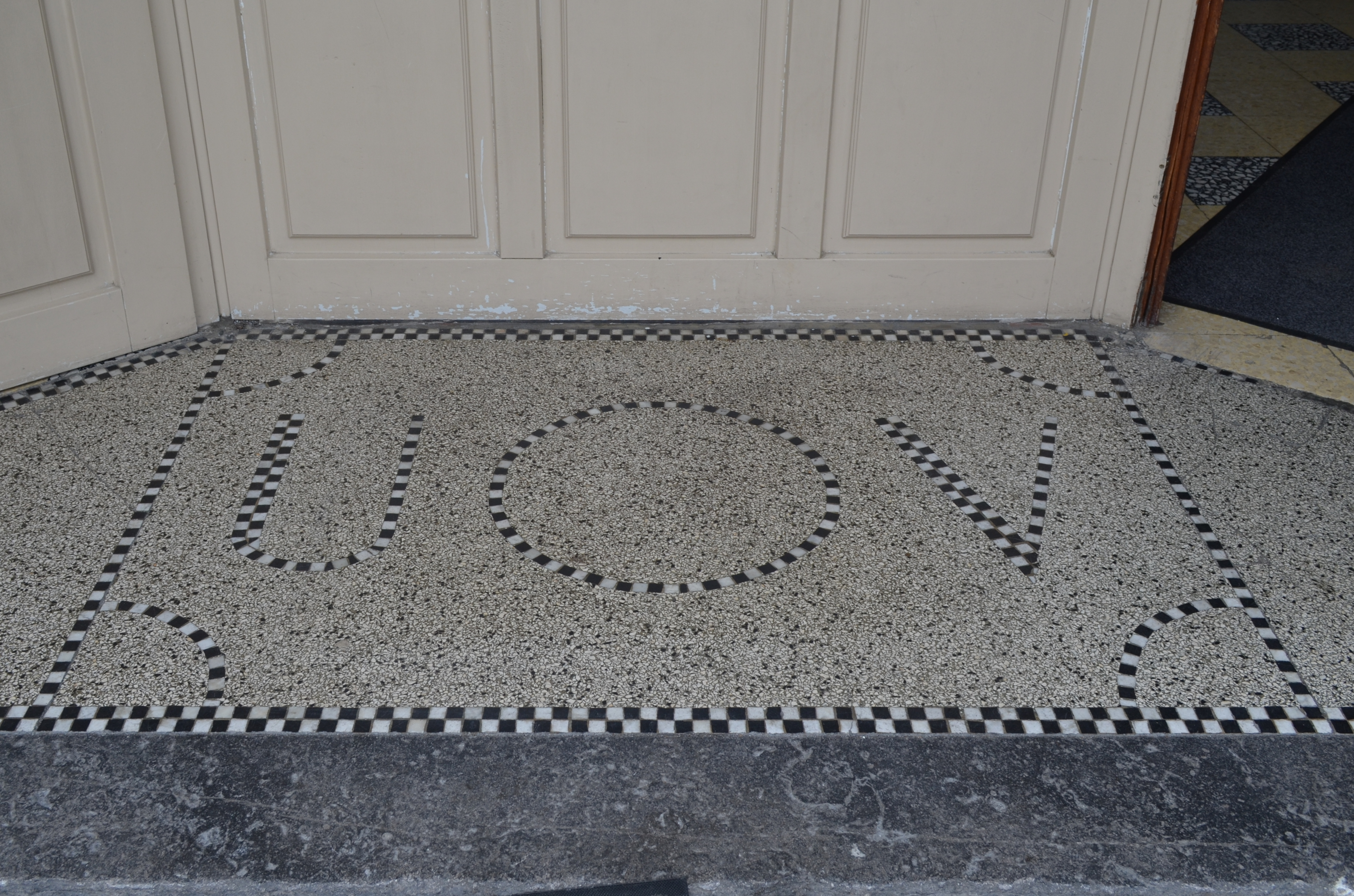
Ancienne mosaïque de l'entrée
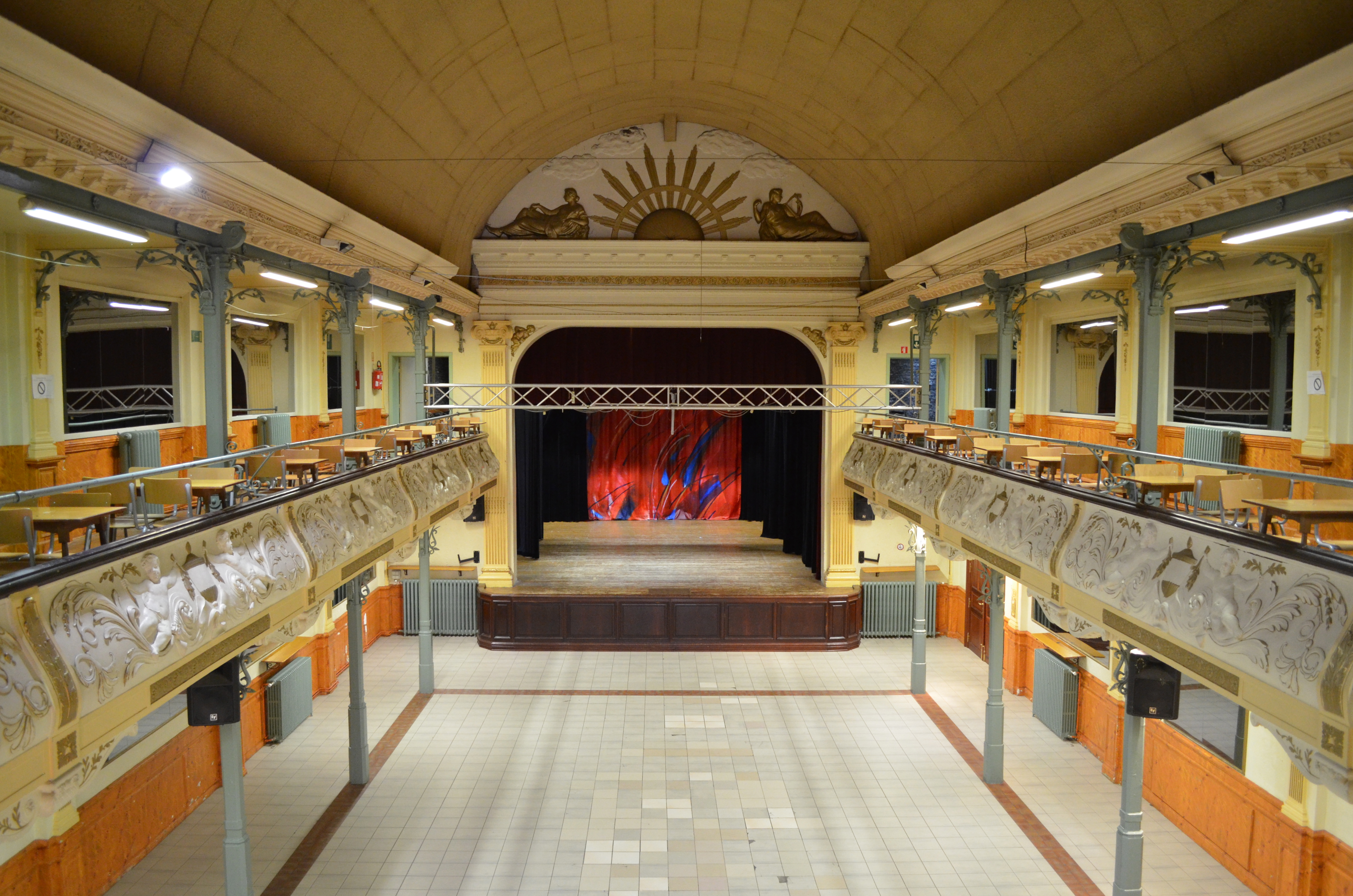
Salle